# Sergio Raimondi
Sergio Raimondi, pseudonimo di Torquato Feliziani (Roma, 23 aprile 1924 – Roma, 9 gennaio 2003), è stato un attore italiano di cinema e fotoromanzo.

## Biografia
Meccanico sin dall'adolescenza, arrivò al cinema a seguito della notorietà raggiunta come attore di fotoromanzi, che mettevano in risalto la sua bellezza e fotogenia. 
L'occasione gli venne data dopo che un fotoromanzo che aveva Raimondi come protagonista, Vendetta di zingara, ebbe grande successo, pertanto nel 1950 venne tratto dal medesimo soggetto un omonimo film diretto da Aldo Molinari, con i medesimi attori: Anna Vita e Felga Lauri, quest'ultima curatrice anche di soggetto e sceneggiatura.
Debutto, per la verità, che sempre con Anna Vita era avvenuto già l'anno prima, quando interpretò se stesso in un documentario, L'amorosa menzogna, per la regia di Michelangelo Antonioni e che indagava in modo ironico il mondo dei fotoromanzi e dei suoi divi. La pellicola vinse il Nastro d'argento quale miglior documentario nel 1950.
A quel punto Raimondi intraprese la carriera cinematografica lavorando con registi importanti: Zurlini, Bonnard, Mattoli, Bragaglia, Bolognini e recitando accanto a Brigitte Bardot, Antonella Lualdi, Lucia Bosè, Alberto Sordi, Aldo Fabrizi, Silvana Pampanini, Giovanna Ralli, Totò, Vittorio De Sica, Mario Riva, Riccardo Billi, Nino Taranto e Diana Dei, ottenendo anche alcuni giudizi lusinghieri ma senza scrollarsi mai di dosso la fama di "bello" del fotoromanzo e senza contemporaneamente raggiungere la notorietà che precedentemente lo aveva accompagnato.
Sistematicamente doppiato, Nino Manfredi gli prestò la voce in Piccola posta e Pino Locchi in Arrivano i dollari!, nei primi anni sessanta interpretò le ultime pellicole, per poi tornare a svolgere il mestiere di meccanico.
Muore a 78 anni in un ospedale di Roma dove era da tempo ricoverato. È sepolto al cimitero Flaminio della capitale.

## Filmografia

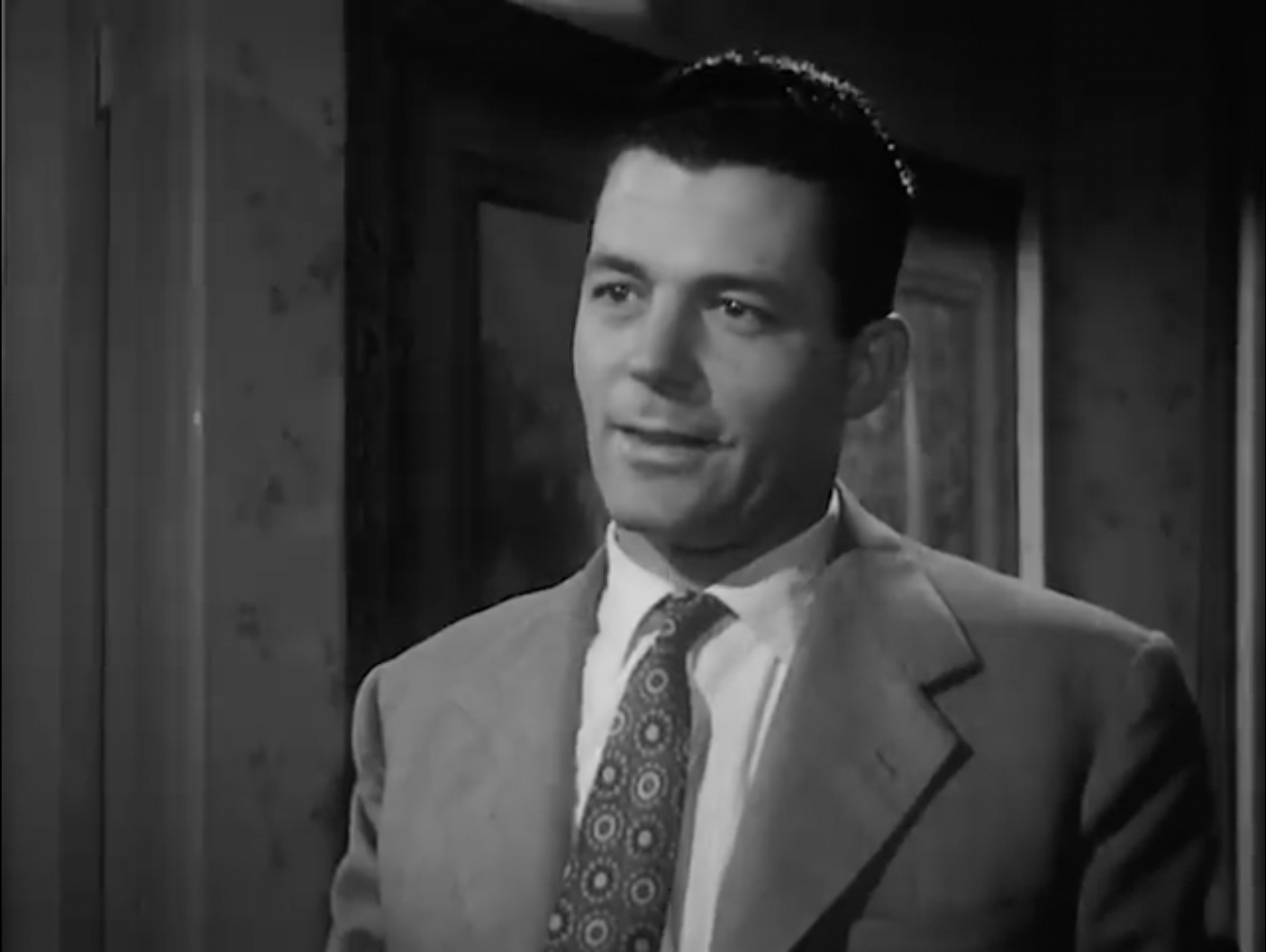
Sergio Raimondi nel film Le signorine dello 04 (1955)

- L'amorosa menzogna, regia di Michelangelo Antonioni (1949)
- Vendetta di zingara, regia di Aldo Molinari (1950)
- Angelo tra la folla, regia di Leonardo De Mitri (1950)
- Il peccato di Anna, regia di Camillo Mastrocinque (1953)
- Tradita, regia di Mario Bonnard (1954)
- Le ragazze di San Frediano, regia di Valerio Zurlini (1954)
- Le signorine dello 04, regia di Gianni Franciolini (1955)
- Piccola posta, regia di Steno (1955)
- Racconti romani, regia di Gianni Franciolini (1955)
- Gli innamorati, regia di Mauro Bolognini (1955)
- Mi permette babbo!, regia di Mario Bonnard (1956)
- Arrivano i dollari!, regia di Mario Costa (1957)
- Addio per sempre, regia di Mario Costa (1957)
- Le cameriere, regia di Carlo Ludovico Bragaglia (1959)
- Rapina al quartiere ovest, regia di Filippo Walter Ratti (1960)
- 5 marines per 100 ragazze, regia di Mario Mattoli (1961)